# Bregoč
Bregoč är ett berg i Bosnien och Hercegovina.   Det ligger i entiteten Republika Srpska, i den sydöstra delen av landet, 60 km söder om huvudstaden Sarajevo. Toppen på Bregoč är 2 014 meter över havet.
Terrängen runt Bregoč är kuperad åt nordväst, men åt sydost är den bergig.Runt Bregoč är det ganska tätbefolkat, med 67 invånare per kvadratkilometer.. Närmaste större samhälle är Kalinovik, 19,3 km nordväst om Bregoč. 
I omgivningarna runt Bregoč växer i huvudsak blandskog.